# Siddhanth Thingalaya
Siddhanth Thingalaya (né le 3 janvier 1991 dans le Maharashtra) est un athlète indien, spécialiste du 110 m haies.
Il bat le record national du 110 m haies en 2010 avec 13 s 81, qu'il porte à 13 s 59 en mai 2016 à Clermont.
Le 10 juin 2017, il porte le record national à 13 s 48 (-0.9 m/s) à Mesa, puis il termine 5e lors des Championnats d'Asie 2017 à Bhubaneswar.

## Palmarès
| Date | Compétition         | Lieu         | Résultat | Marque  |
| ---- | ------------------- | ------------ | -------- | ------- |
| 2013 | Championnats d'Asie | Pune         | 4e       | 13 s 89 |
| 2014 | Jeux asiatiques     | Incheon      | 6e       | 13 s 73 |
| 2017 | Championnats d'Asie | Bhubaneshwar | 5e       | 13 s 72 |

### National
- 4 titres au 110 m haies : 2015, 2019, 2021 et 2022

## Records
| Épreuve     | Performance | Lieu | Date         |
| ----------- | ----------- | ---- | ------------ |
| 110 m haies | 13 s 48     | Mesa | 10 juin 2017 |